# Callicebus personatus
Callicebus personatus là một loài động vật có vú trong họ Pitheciidae, bộ Linh trưởng. Loài này được É. Geoffroy mô tả năm 1812.

## Hình ảnh

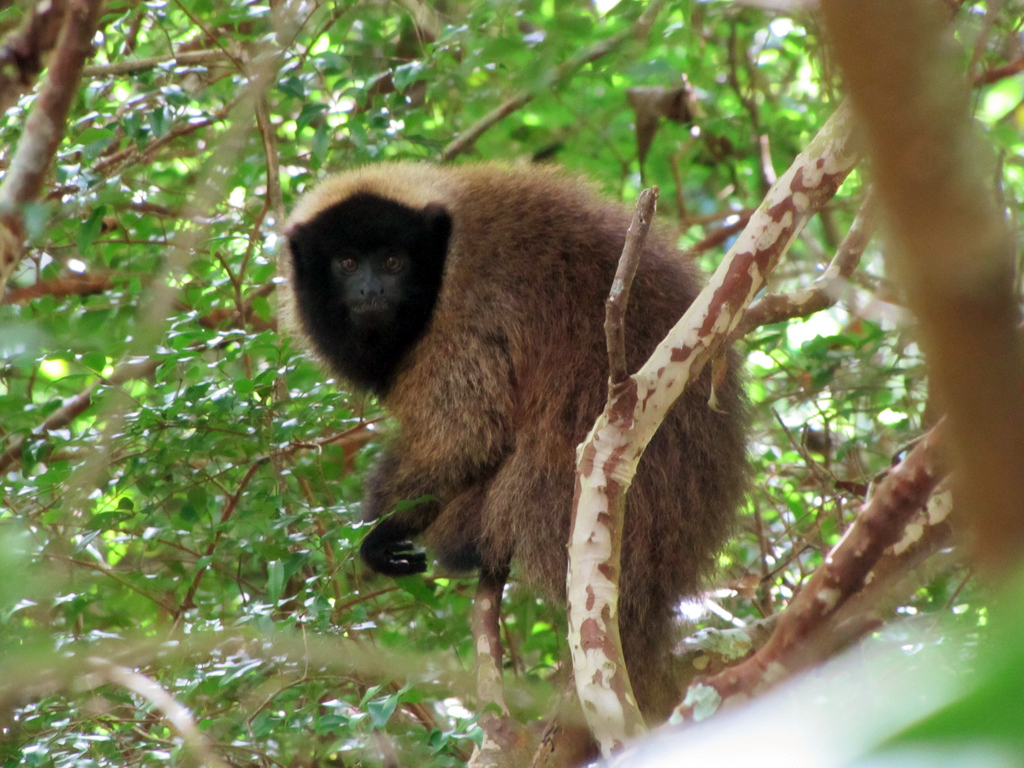
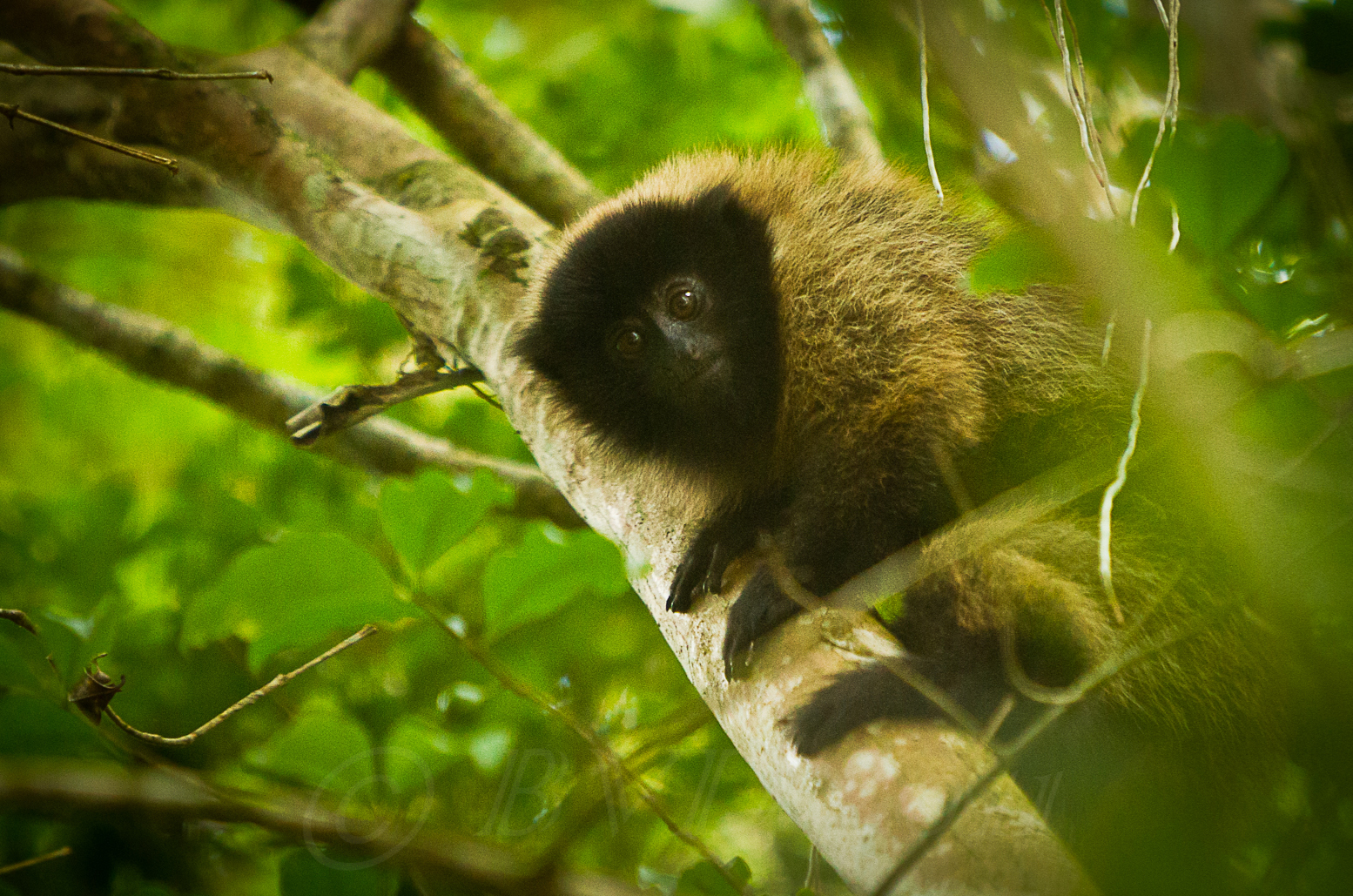